# Pantón
Pour les articles homonymes, voir Panton.
Pantón est une commune de la province de Lugo en Espagne située dans la communauté autonome de Galice.